# Victor Serge
Viktor Ljvovič Kibaljčič (ruski: Виктор Львович Кибальчич) (Bruxelles, 30. prosinca 1890. – Ciudad de Mexico, 17. studenog 1947.) poznatiji pod nadimkom Victor Serge bio je ruski revolucionar, novinar i pisac.
Odrastao je uobitelji radikalnih ruskih političkih emigranata u Bruxellesu, a u mladosti je s oduševljenjem prihvatio anarhizam, zalažući se kao urednik anarhističkih novina za njegove najekstremnije oblike. Zbog toga je protjeran iz rodne Belgije, a u Francuskoj je osuđen na zatvorsku kaznu. Bio je jedan od rijetkih javnih ličnosti koja je na početku prvog svjetskog rata predvidjela da će kao njegov rezultat biti revolucija u Rusiji.
Godine 1917. pušten je iz zatvora, a početkom 1919. emigrirao je u Rusiju. Iako se u potpunosti nije odrekao anarhističkih ideja, zaključio je da je boljševizam praktičniji, te se priključio Komunističkoj partiji Sovjetskog Saveza i radio u Kominterni.
S vremenom je Kibaljčič postao izuzetno kritičan prema birokratizaciji i autoritarnosti sovjetskog režima, te se 1923. priključio antistaljinističkoj Lijevoj opoziciji čiji je član bio i Trocki. Godine 1928. je isključen iz Partije, a 1933. uhićen. Pušten je nekoliko godina kasnije i pronašao je utočište u Meksiku, gdje je i umro.
Poznat je po postumno objavljenom romanu Slučaj druga Tulajeva u kome prikazuje staljinističke progone.